# NGC 7550
NGC 7550 é uma galáxia elíptica (E-S0) localizada na direcção da constelação de Pegasus. Possui uma declinação de +18° 57' 39" e uma ascensão recta de 23 horas, 15 minutos e 16,0 segundos.
A galáxia NGC 7550 foi descoberta em 18 de Setembro de 1784 por William Herschel.